# پسران رویی (کتاب)
پسران رویی: صداهایی از جنگ افغانستان (به روسی: Цинковые мальчики، آوانویسی: تسینکوویه مالچیکی) (انگلیسی: Zinky Boys) که با عنوان پسران در تابوت‌های رویی نیز ترجمه شده، کتابی مستند از نویسنده بلاروسی، سوتلانا الکسیویچ، دربارهٔ جنگ شوروی در افغانستان است. این کتاب در سال ۱۹۸۹ منتشر شد. عنوان کتاب به تابوت‌های پوشیده‌شده با روی اشاره دارد که پیکر سربازان شوروی کشته‌شده در افغانستان را به‌عنوان «بار ۲۰۰» به اتحاد جماهیر شوروی بازمی‌گرداندند. این کتاب مجموعه‌ای از خاطرات بی‌نام و نشان سربازان و بستگان آن‌هاست. 

این کتاب با همان روشی نوشته شده که نویسنده در دو اثر مستند پیشین خود درباره جنگ، Unwomanly Face of War (چهره‌ غیر زنانه‌ جنگ) و Last Witnesses (آخرین شاهدان)، به‌کار برده بود. اگرچه نویسنده زبان گفت‌وگو‌شوندگان را ویرایش کرده، اما از هرگونه تفسیر یا داوری پرهیز می‌کند. منتقد ادبی آلمانی، دیتْمار یاکوبسن (Dietmar Jacobsen)، می‌نویسد:
«نتیجه تکان‌دهنده است. خواننده همراه می‌شود با افرادی پرشور و فداکار که به دل جنگی می‌روند که آنان را به‌شدت بی‌رحم و خشن می‌سازد. جوانانی که با عشق به والدین و علاقه به کتاب و موسیقی و هنر بزرگ شده‌اند، به ماشین‌های کشتاری تبدیل می‌شوند که آرمان‌گرایی‌شان توان ایستادگی در برابر واقعیت خونین را ندارد. در حالی که تبلیغات رسمی در وطن، تصویری قهرمانانه از "رزمندهٔ انترناسیونالیست" ارائه می‌دهد—کسی که به مردم افغانستان کمک می‌کند یوغ فئودالیسم را از گردن بردارند، چاه و جاده بسازند، در اشتراکی‌سازی کشاورزی مشارکت کنند و راه را برای آینده‌ای خودمختار برای زنان هموار سازند—مردم در میدان جنگ با خطر همیشگی مرگ، تجهیزات ناکافی و غذای اندک دست‌وپنجه نرم می‌کنند؛ نیرویشان برای ادامه تنها از الکل و مواد مخدر تأمین می‌شود و بسیاری برای رهایی از این وحشت، خود را ناقص می‌کنند.» 
بر اساس این کتاب، چندین نمایشنامه و دو فیلم مستند ساخته شده است.

## نقد
این کتاب بحث‌برانگیز شد و نویسنده به «افترا» و «هتک حرمت به افتخار سربازان» متهم شد. نسخه‌های بعدی کتاب شامل بخش‌هایی از صورت‌جلسات دادگاه مربوط به پسران رویین بودند.
پروفسور جف جونز (Jeff Jones) از دانشگاه کارولینای شمالی در گرینزبورو معتقد است که بازنمایی زنان در این کتاب «بازتاب‌گر گفتمان در حال تحول در جامعهٔ شوروی دربارهٔ جنگ افغانستان است، گفتمانی که به فروپاشی اتحاد جماهیر شوروی راه گشود.»

## ترجمه‌ها
این کتاب به زبان‌های مختلف مانند انگلیسی، جرمنی، مجاری، پرتقالی، ترکی، کاتالان و ویتنامی بازگردانده شد.
سه ترجمه فارسی از این کتاب،  دو در ایران و دیگری در افغانستان نیز منتشر شد.
1. تابوت‌های رویین، مترجم: حضرت وهریز، نشر زریاب، کابل، ۱۳۹۵.[۴]
2. پسران رویین، مترجم: عبدالمجید احمدی، نشر چشمه، تهران، ۱۴۰۱.[۵]
3. پسرانی از جنس روی، مترجم: ابوالفضل الله‌دادی، نشر نگاه، تهران، ۱۳۹۵.[۶]